# Cabrières (Hérault)
Cabrières település Franciaországban, Hérault megyében. Lakosainak száma 556 fő (2022. január 1.). Cabrières Fontès, Lieuran-Cabrières, Mourèze, Neffiès, Péret, Vailhan, Valmascle és Villeneuvette községekkel határos.

## Népesség
A település népességének változása:
| Lakosok száma | 415  | 330  | 307  | 429  | 483  | 483  | 475  | 524  | 549  | 556  |
|               | 1968 | 1982 | 1990 | 2006 | 2013 | 2015 | 2017 | 2019 | 2020 | 2022 |